# قتل ۲
قتل۲ فیلمی بالیوودی است از مجموعه قتل در سال ۲۰۰۴. ستارگان این فیلم عمران هاشمی و ژاکلین فرناندز هستند. این فیلم با کارگردانی مهیط سوری و تهیه کنندگی موکش بات در ۸ ژوئیه ۲۰۱۱ اکران شد.
این فیلم دنباله فیلم قتل است.

## خلاصه داستان
آرجون باگوات (عمران هاشمی)افسر سابق پلیس و تشنه پول است. او روزی خود را از راه حرام به دست می‌آورد اما برای کمک به ایتام همواره به کلیسا می‌رود. پریا (ژاکلین فرناندز) یک مدل است که در یک رابطه گیج‌کننده با آرجون به سر می‌برد و عاشق اوست در حالی که آرجون تنها به بودن کنار او عادت دارد.

گنگستری به نام سمیر به دیدار آرجون می‌آید و از او می‌خواهد تا پرونده گم شدن دخترانی که برایش کار می‌کنند را پیگیری کند و آرجون نیز در عوض دریافت مبلغ قابل توجهی می‌پذیرد. آرجون در طی تحقیقاتش شماره تلفن مردی که سبب گم شدن دختران است میابد و از سمیر می‌خواهد که یکی دیگر از دخترانش را نزد آن مرد بفرستد. سمیر هم تصادفاً ریشما را که دختر ۱۷ ساله است و بخاطر خانواده اش به تازگی وارد این کار شده را می‌فرستد. ریشما به خانه دیرج پاندیت می‌رود که در اصل بیماری روانی است و پس از شکنجه دختران آن‌ها را به طرز دردناکی می‌کشد. دیرج تصمیم می‌گیرد تا همین کار را با ریشما نیز انجام دهد و او را به قصد شکنجه و مردن در چاهی می‌اندازد.

آرجون در میابد که دیرج قاتل دختران است و او را تحویل پلیس می‌دهد. دیرج در بازداشتگاه با یک روانپزشک ملاقات می‌کند تا اعتراف کند، می‌گوید که آن زنها را می‌کشد چون فکر می‌کند که از مردان استفاده می‌کنند. پس چند ساعت به وسیله دوست سیاستمدارش نیرمالا آزاد می‌شود. در همین حال ریشما نیز از چاه فرار می‌کند و به معبدی پناه می‌برد.

آرجون با خانواده دیرج ملاقات می‌کند و با همسرش روبه رو می‌شود که از شدت شکنجه‌های او دیوانه شده‌است. همچنین به ملاقات رقاصی می‌رود که توسط دیرج شکنجه شده و به سختی از دست او فرار کرده و در نهایت با بت تراشی دیدار می‌کند که زمانی با دیرج همکار بوده. بت ساز به آرجون می‌گوید که روزی استادکار از دیرج خواست که بت خدا را بسازد اما او بجای بت خدا بت شیطان را ساخت و زمانی که استادکار به او اعتراض کرد وحشیانه او را به قتل رساند.

نیرمالا پیش از رساندن دیرج به خانه‌اش او را به معبدی برای دعا به معبدی می‌برد که از قضا ریشما نیز به آن پناه برده بود. کشیش و نیرمالا که از ماهیت حقیقی دیرج بی خبر بودند توسط او کشته می‌شوند. سپس دیرج به سراغ ریشما می‌رود و او را به طرز وحشتناکی به قتل می‌رساند. پس از فرار او پلیس و آرجون از راه می‌رسند و آرجون پس از دیدن پیکر بی جان ریشما احساس گناه می‌کند و خود را مسئول مرگ او میداند.

دیرج برای اینکه به نوعی از آرجون انتقام بگیرد با پریا تماس می‌گیرد و به بهانه کار عکاسی او را به خانه خود میکشاند. در همین هنگام آرجون نیز با استفاده از اطلاعاتی که از دیرج به دست آورده بود خانه او را میابدو به آنجا می‌رود و با او درگیر می‌شود دیرج نیز برای تحریک آرجون نواری از التماس‌های ریشما را می‌گذارد آرجون نیز عصبانی می‌شود و با کشتن دیرج پرونده این قتلها را خاتمه می‌دهد.

فیلم درحالی پایان میابد که آرجون و پریا هر دو در کلیسا هستند و آرجون با نزدیک کردن پریا به خود او را متوجه عشقی که به او دارد می‌سازد.

## بازیگران
- عمران هاشمی در نقش آرجون باگوات
- ژاکلین فرناندز در نقش پریا
- پراشانت نارایانان در نقش دیرج پاندیت
- سولاگنا پانگراهی در نقش ریشما
- سودهانشو پاندی در نقش بازرس سادا